# Apiocera badipeniculata
Apiocera badipeniculata är en tvåvingeart som beskrevs av Yeates 1994. Apiocera badipeniculata ingår i släktet Apiocera och familjen Apioceridae. Inga underarter finns listade i Catalogue of Life.